# ويليام هارتلي
ويليام هارتلي (بالإنجليزية: William Hartley)‏ هو سياسي أسترالي، ولد في 1868 بهاليفاكس في المملكة المتحدة، وتوفي في 15 مارس 1950 ببريزبان في أستراليا. حزبياً، نشط في حزب العمال الأسترالي. وقد انتخب عضو المجلس التشريعي ولاية كوينزلاند.